# Padang Luas (Tambang)
Padang Luas is een bestuurslaag in het regentschap Kampar van de provincie Riau, Indonesië. Padang Luas telt 1618 inwoners (volkstelling 2010).